# Farman HF.20
Farman H.F.20 a jeho verze byly průzkumné letouny vyráběné ve Francii před vypuknutím první světové války a na jejím počátku. 

## Vznik a vývoj
Na konci roku 1913 přepracovali Henri Farman a jeho inženýři dvoumístný stroj H.F.16, jehož různé verze poháněly rotační sedmiválce Gnome Delta po 51 kW, nebo 74 kW, vždy v tlačném uspořádání, na vojenský letoun H.F.20. Úprava spočívala ve zkrácení spodní nosné plochy až téměř na úroveň vnějších mezikřídelních vzpěr, prodloužení trupové gondoly a v zástavbě rotačního sedmiválce Gnome Lambda o výkonu 51 kW. Během letových testů se projevila nízká rychlost H.F.20, avšak pro roli pozorovacího a průzkumného stroje dobrá stabilita letu a řiditelnost. Pro vzlety a přistání na improvizovaných travnatých plochách byla kola hlavního podvozku zdvojena a doplněna krátkými ližinami. 
Osádka byla dvoučlenná, tvořená pilotem v přídi letounu a za ním sedícím pozorovatelem. 
Některé letouny měly uspořádání osádky opačné, a vpředu sedící pozorovatel ovládal pohyblivý kulomet, často Hotchkiss ráže 8 mm. Některé francouzské stroje byly již počátkem války vybaveny fotografickou kamerou nebo radiotelegrafickým přístrojem. H.F.20 mohl být vybaven i několika jednoduše zavěšenými[zdroj⁠?!] pumami ráže 75 mm svrhovanými odhadem. 
Některé pozdější H.F.20 měly navíc zvětšeno rozpětí horního křídla na 14,20 m a delší křidélka. Jiné exempláře se vyznačovaly podvozkem bez ližin jako u typu H.F.22 a palivovou nádrží o větším objemu. Během výroby byl také upravován tvar svislé ocasní plochy.

## Nasazení

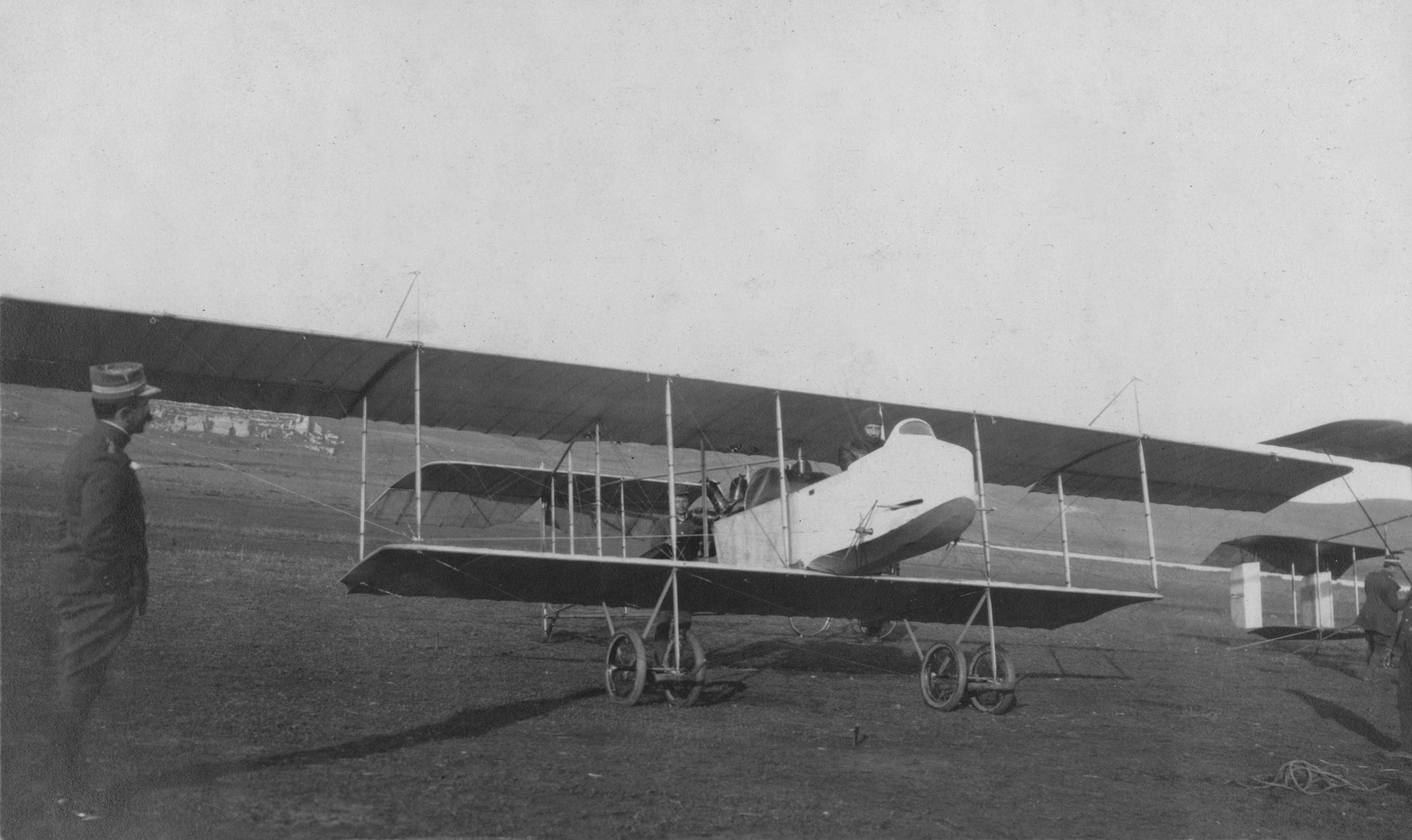
Farman H.F.20 na letišti Nikopolis, nedaleko Prevezy, Řecko

Do výzbroje francouzského vojenského letectva (Aviation militaire) vstoupil H.F.20 počátkem roku 1914. Ještě před válkou stroje převzala escadrille (letka) HF 1, která již v únoru 1915 přešla na typ Maurice Farman MF.11. Následovala letka HF 7, přidělená do pevnosti Verdun, přezbrojená v únoru 1915 na stroje M.F.7. Další, ještě předválečnou letkou s letouny H.F.20, byla HF 13, která v roce 1915 přešla na letouny Caudron G.3. Obdobně vznikla i letka HF 19, která přebírala M.F.7 v prvních měsících roku 1915. Letka HF 28, utvořená na počátku konfliktu, se v září 1914 s H.F.20 účastnila bitvy o Pikardii. V lednu 1915 převzala Caudrony G.3. Až v září 1914 byla ustavena letka HF 32, která o rok později přezbrojila na M.F.11. V pilotních školách Aviation militaire sloužily H.F.20 až do října 1917.
Prvním zahraničním vojenským uživatelem se v roce 1913 stalo Dánsko, jehož jeden zakoupený H.F.20 sloužil do roku 1917. Jeden H.F.20 obdrželo jako vojenskou pomoc z Francie také Řecko. V roce 1914 dovezlo jeden kus i Japonsko, kde posloužil jako vzor domácímu typu Kaišiki 7. Nizozemsko získalo tři kusy, jimž byla přidělena označení LA 2, LA 3 a LA 4.
Od roku 1914 měly letouny H.F.20 ve stavu 1. letka belgického armádního letectva v Lutychu, 2. dislokovaná v Namuru a letky č. 3 a 4 v Brasschaatu. Některé ze strojů byly vybaveny radiostanicemi.
V Itálii postavili celkem pět H.F.20, z toho čtyři v modifikované podobě konstruktéra Umberta Savoii. Na začátku roku 1914 utvořily letku „Squadriglia Savoia“. Na začátku války s jedenácti H.F.20 operovalo Rumunsko, v červnu 1915 byly nahrazeny M.F.11.
Dalším zahraničním uživatelem H.F.20 se v roce 1917 stalo Argentinské letectvo, které vlastnilo tři H.F.20, z toho dva doma postavené. Čtvrtý značně vylepšený vyrobil arzenál v Rio de la Plata.
H.F.20 byl také v létech 1913-1922 licenčně vyráběn společnostmi Ščetinin a Anatra v Rusku, kde vzniklo na 1 500 strojů této typové řady, převážně elementárních cvičných.[zdroj⁠?!] Tři letouny H.F.20 užívalo Srbsko, dva Švýcarsko.
Britský Royal Flying Corps (RFC) zakoupil jeden H.F.20 a ještě v roce 1913 jich několik postavila továrny Airco a Grahame-White ve Spojeném království. Užívaly se u perutí č. 3, 5 a 6. Royal Naval Air Service mělo ve stavu až 27 H.F.20 vybavených různými pohonnými jednotkami, z nichž naprostá většina létala s plováky. Spolu s pozdějšími H.F.22 byly společně typově označeny Henry Farman Seaplane.
H.F.20 trpěl nedostatečným výkonem pohonné jednotky, a ve snaze tento nedostatek napravit byl zkoušen s mnoha různými motory, což ale dlouho nevedlo k podstatnému zlepšení. Problém byl vyřešen až typem H.F.27, disponující dvojnásobným výkonem motoru oproti původní verzi, ale v té době byl již stroj koncepčně zcela zastaralý.

## Varianty

Švýcarský H.F.20

- H.F.20 - původní verze s motorem Gnome 7A.
- H.F.21 - verze s motorem Gnome Lambda a zvětšeným rozpětím a plochou křídel.
- H.F.22 - verze s motorem Gnome Lambda a zvětšeným rozpětím. Existovala i plováková varianta.
- H.F.23 -  s motorem Gnome Lambda a zvětšeným rozpětím křídel. Pozemní i plováková verze.
- H.F.24 - verze s motorem Gnome Lambda, zkráceným rozpětím dolního křídla a zmenšenou trupovou gondolou přemístěnou pod horní křídlo.[4] Pravděpodobně postaven pouze jeden kus.
- H.F.25 - verze s motorem Gnome Lambda, určená jako turistický a sportovní letoun.
- H.F.26 - verze s motorem Salmson 9.
- H.F.27 - verze s motorem Salmson 9, celokovovou kostrou, oběma křídly o stejném rozpětí a čtyřkolým příďovým podvozkem vzniklá roku 1915.

## Uživatelé
- Argentina
  - Argentinské letectvo
  - Argentinské námořnictvo (H.F.22)
- Belgie
  - Belgické letectvo
- Dánsko
  - Dánské armádní letectvo
- Francie
  - Service aéronautique militaire
  - Aéronavale (H.F.22)
- Italské království
  - Corpo Aeronautico Militare

H.F.20 Švýcarských vzdušných sil v době první světové války.

  - Italské královské námořnictvo (H.F.22)
- Japonsko
  - Japonské císařské armádní letectvo[1]
- Nizozemsko
  - Nizozemské armádní letectvo (HF.20 a HF.22)
  - Nizozemské námořní letectvo (plovákové HF.22)[5]
- Rumunsko
  - Rumunské královské letectvo
- Ruské impérium
  - Letectvo carského Ruska
  - Ruské carské námořnictvo (H.F.22)
- Ruská sovětská federativní socialistická republika
  - Dělnicko-rolnické vzdušné síly
- Řecko
  - Řecké královské námořnictvo
- Sovětský svaz
  - Sovětské letectvo
- Spojené království
  - Royal Flying Corps
    - 3. peruť RFC[1]
    - 5. peruť RFC (H.F.20 a H.F.27)[6]
    - 6. peruť RFC[1]
    - 26. peruť RFC (H.F.27)[6]
    - 30. peruť RFC (H.F.27)[6]
    - 31. peruť RFC (H.F.27)[6]

  - Royal Naval Air Service
- Srbsko
  - Srbské letectvo
- Švédsko
  - Flygkompaniet
  - Švédské námořnictvo (H.F. 23)[7]
- Švýcarsko
  - Švýcarské vzdušné síly

## Specifikace

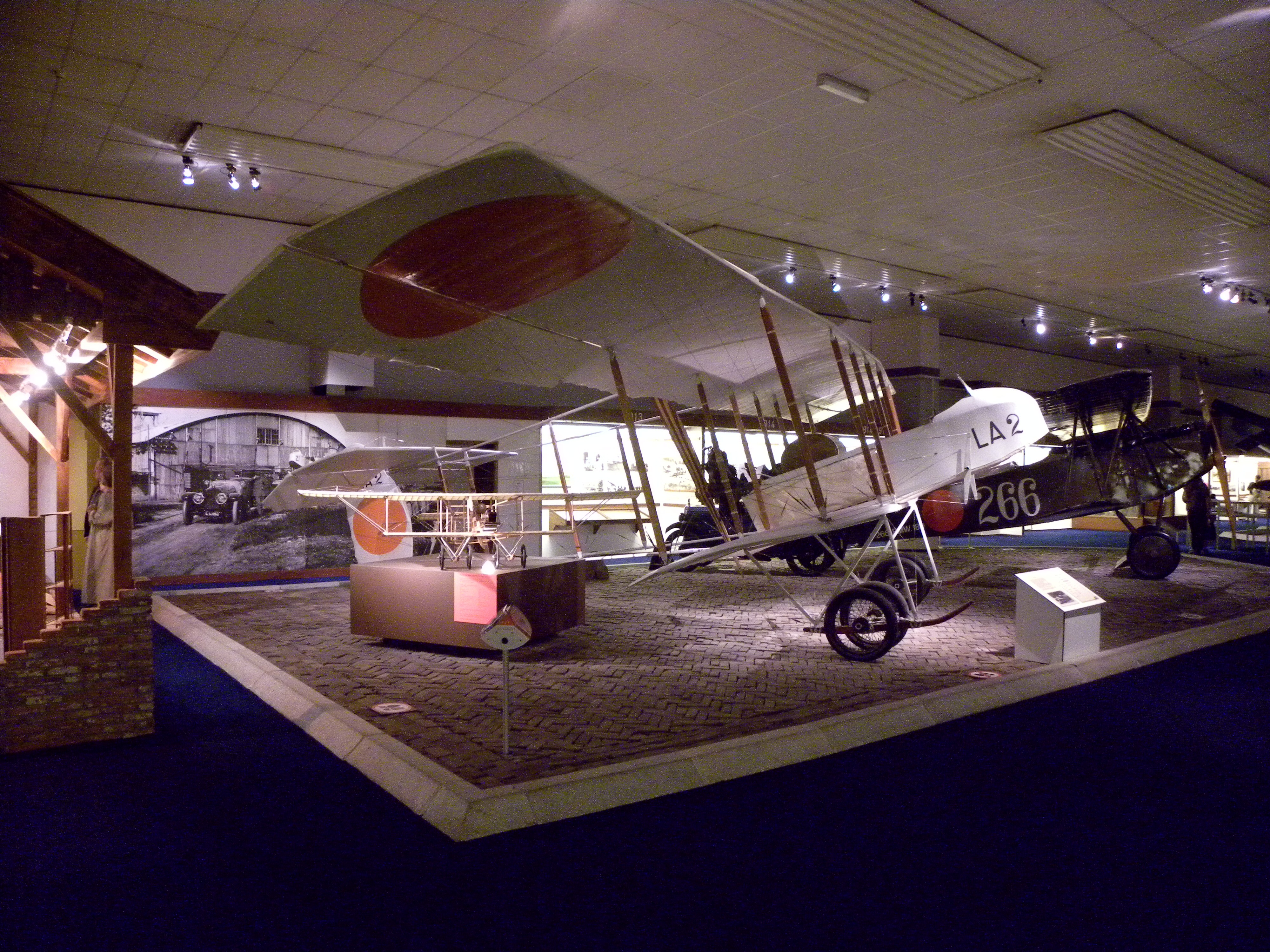
Farman H.F.20 v Militare luchtvaart museum, Soesterberg

Údaje platí pro H.F.20 francouzské výroby s motorem Gnome 7A o 59 kW. Data dle publikace French Aircraft of the First World War

### Technické údaje
- Posádka: 2 (pilot a  pozorovatel)
- Délka: 8,06 m
- Rozpětí: 13,65 m
- Výška: 3,15 m
- Nosná plocha: 35 m
- Prázdná hmotnost: 360 kg
- Vzletová hmotnost: 660 kg
- Pohonná jednotka: 1 × rotační motor Gnome 7A
- Výkon pohonné jednotky:  80 hp (59,6 kW)

### Výkony
- Maximální rychlost: 165 km/h
- Dolet: 315 km
- Vytrvalost: 3 hodiny
- Výstup do 2 000 m: 22 minut

### Výzbroj
- 1 × pohyblivý kulomet
- možnost nesení leteckých pum ráže 75 mm